# Hochdnister-Beskiden
Die Hochdnister-Beskiden (auch als Teil des Sanok-Turkaer Gebirges angesehen; ukrainisch Верхньодністровські Бескиди/Werchnjodnistrowski Beskydy; russisch Верхнеднестровские Бескиды/Werchnednestrowskije Beskidy) sind ein Gebirgszug in der Ukraine. Er befindet sich im südöstlichen Teil der Oblast Lwiw, großteils nordwestlich der Stadt Turka, das Bergland erstreckt sich auf einer Höhe von 750 bis 1022 m (höchste Erhebung Magura Limnjanska/Маґура-Лімнянська). Im Südosten schließen sich die Skoler Beskiden als Gebirgszug an.

Lagekarte des Gebirges - c3